# Kastell Războieni-Cetate

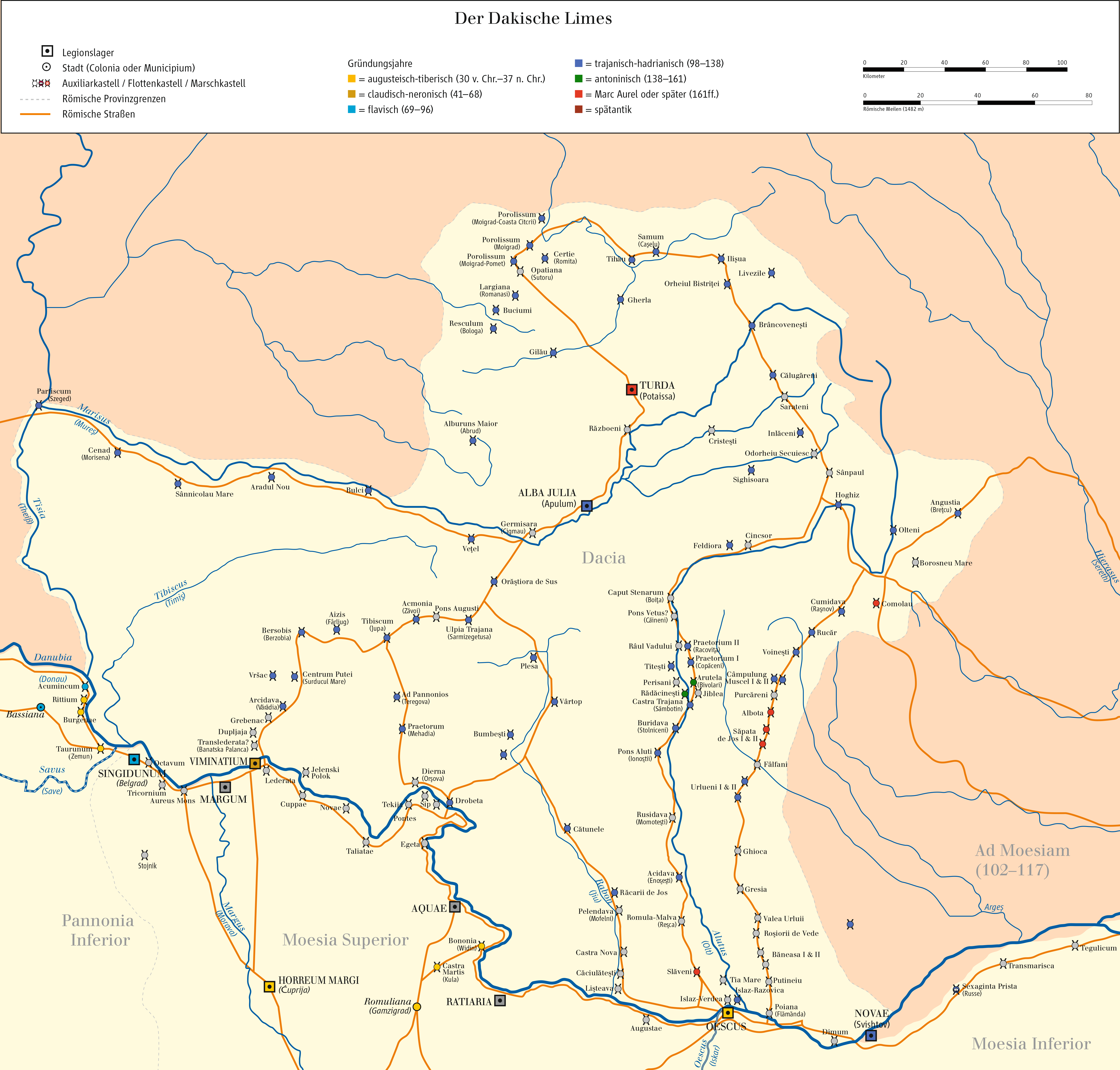
Kastell Războieni im Verlauf der dakischen Limites

Das Kastell Războieni-Cetate war ein römisches Hilfstruppenlager auf dem Gebiet des Dorfes Războieni-Cetate (früher Feldioara Secuiască oder Feldioara-Războieni, ungarisch Székelyföldvár, deutsch Kaltherberg, alternativ Zekelburg), das zur Stadt Ocna Mureș im Kreis Alba in der rumänischen Region Siebenbürgen gehört. In antiker Zeit war es ein Binnenkastell des Dakischen Limes und gehörte administrativ zur Provinz Dacia superior, später zur Dacia Apulensis. Gemeinsam mit insgesamt 277 Stätten des Dakischen Limes wurde das Kastell Războieni-Cetate 2024 zum UNESCO-Weltkulturerbe erhoben.

## Lage
Der Fundbereich des Kastells und seines ausgedehnten Vicus befinden sich auf einer Terrasse des Mureș nordwestlich des heutigen Siedlungsbereiches von Războieni-Cetate in einer „Cetate“ (Festung) genannten Flur, die in weiten Teilen nicht überbaut wurde und bis heute landwirtschaftlichen Zwecken dient. Das Areal wird jedoch im Süden von der Kreisstraße DJ 107F durchschnitten. Beidseitig der Straße befindet sich eine ein- bis maximal zweireihige moderne Bebauung in Form eines Straßendorfes, welche die westliche Verlängerung des Kernortes bildet. Im Norden wird der Bereich des heutigen Bodendenkmals von einer bis zu 500 m hohen Hügelkette begrenzt, im Süden von der Flussaue des Mureș, in die der Vicus jedoch teilweise noch hinein reicht. In antiker Zeit bestand die Aufgabe der Kastellbesatzung wohl in der Überwachung des Mureștals und der darin verlaufenden Fernstraße von Apulum nach Potaissa. Ferner dürfte sie für den Schutz der Salzgewinnung in Salinae beim heutigen Ocna Mureș zuständig gewesen sein und hatte darüber hinaus die Funktion einer strategischen Reserve (siehe weiter unten).

## Forschungsgeschichte
Als Fundort römischer Relikte ist Războieni-Cetate seit der Mitte des 19. Jahrhunderts in der Literatur bekannt. Es ist erstmals 1851 von Ferdinand Neigebaur beschrieben worden. In der Folgezeit wurden zahlreiche Lesefunde gemacht und einige laienhafte Ausgrabungen in den damals noch rudimentär vorhandenen Ruinen des Lagers durchgeführt. Aufgrund der hohen Anzahl im Fundmaterial vorhandener, entsprechender Ziegelstempel war man schon damals davon ausgegangen, dass es sich bei der Kastellbesatzung um die Ala I Batavorum milliaria handeln müsse. Die erste Untersuchung, die einigermaßen den Erfordernissen moderner, wissenschaftlicher Archäologie entsprach, war eine Notgrabung im Jahr 1960, die von Ion Horațiu Crișan durchgeführt wurde. Dabei wurde zwar noch nicht das Kastell selbst, jedoch der Auxiliarvicus angeschnitten. Systematischere Ausgrabungen erfolgten in insgesamt sechs Grabungskampagnen in den Jahren 1995 bis 2000 unter der Leitung von Emilian Bota und Carmen Ciongradi sowie Dan und Ligia Ruscu. Hierbei konnte erstmals die genaue Lage des Militärlagers lokalisiert werden. Die Anfang des 21. Jahrhunderts folgende Anfertigung und Analyse von Luftbildaufnahmen durch Ioana A. Oltean ergänzten und erweiterten die Grabungserkenntnisse. Insbesondere lieferten die Bilder erstmals Hinweise auf die Größe des Kastells und die Ausdehnung des Vicus.
Basierend auf den Erkenntnissen der rumänischen Archäologen kam es in den Jahren 2016 bis 2018 zu einem Projekt des Instituts für Ur- und Frühgeschichte der Friedrich-Alexander-Universität Erlangen-Nürnberg in Kooperation mit dem Archäologischen Institut der Rumänischen Akademie der Wissenschaften, der Babeș-Bolyai-Universität Cluj, dem Archäologischen Institut der Universität des 1. Dezember, Alba Iulia und dem Muzeul Național al Unirii, Alba Iulia. Dabei wurden insbesondere geomagnetische Messungen (2016/2017) und Drohnenbefliegungen, sowie eine einzelne Sondierungsgrabung (2018) durchgeführt.

## Archäologische Befunde
Durch die intensiven Untersuchungen in den letzten Jahren des 20. sowie in den ersten beiden Jahrzehnten des 21. Jahrhunderts gelang es, ein einigermaßen aussagekräftiges Bild des Kastells und seiner Zivilsiedlung zu gewinnen, ohne großflächig in den Boden eingreifen zu müssen. Viele Fragen bleiben jedoch noch offen und können erst in der Zukunft geklärt werden.

### Kastell
Das Militärlager von Războieni-Cetate ist ein 5,2 Hektar großes Kastell einer Ala milliaria (Kavallerieeinheit mit einer Stärke von rund 1000 Mann). Nach den Ausgrabungen der 1990er Jahre war man noch von einer Kastellfläche von 3,8 Hektar ausgegangen. Die unterschiedlichen Größenangaben ergeben sich vermutlich aus unterschiedlichen Untersuchungsmethoden. Während die Fläche von 3,8 Hektar 1995 bis 2000 mittels konventioneller Sondierungsgrabungen ermittelt worden war, die nur Segmente des Lagers erfassten und aufdeckten, zeigten die geomagnetischen Messungen 2016/2017 ein darüber hinausgehendes, vollständigeres Bild der gesamten Anlage. Auch in Anbetracht der Größe der als sicher anzunehmenden Kastellbesatzung der Ala I Batavorum milliaria (siehe weiter unten) ist dem höheren Wert der Vorzug zu geben. Der magnetographisch untersuchte Bereich umfasste 3,2 Hektar, also gute 60 % der gesamten Kastellfläche. Bezüglich der Umwehrung kommen beide Untersuchungsmethoden zu den gleichen Ergebnissen. Das Kastell war von einem parallel verlaufenden Doppelgrabensystem umgeben. Die Breite der Gräben war stark schwankend (nach den Ergebnissen der Geomagnetik) und reichte bis zu rund acht Metern. Hinter den beiden Gräben verlief die eigentliche Kastellmauer, von der ohne konventionelle Ausgrabungen derzeit noch nicht geklärt werden kann, ob es sich um eine Holz-Erde-Konstruktion, eine Steinmauer oder eine mehrphasige Konstruktion handelt, bei der die eine Technik im Laufe der Zeit von der anderen ersetzt wurde. Eine zumindest zeitweise bestehende Ausbauphase in Stein ist wahrscheinlich. Auch würde eine Mehrphasigkeit den Befunden in anderen, vergleichbaren Kastellen der Region entsprechen. Die Umwehrung besaß die typischen abgerundeten Ecken nach dem „Spielkartenschema“ römischer Militäranlagen. Mit seiner Prätorialfront (Vorderseite) war es nach Osten hin ausgerichtet. Ecktürme und Torbauten konnten geomagnetisch nicht ausgemacht werden. An der Porta decumana (rückwärtiges Lagertor) gab es keine Unterbrechung der Gräben. Da sich hier der Auxiliarvicus unmittelbar an das Kastell anschließt, ist von einer Brückenkonstruktion an dieser Stelle auszugehen.
Die Principia (Stabsgebäude) konnten magnetographisch nur ansatzweise nachgewiesen werden, eine vollständige Rekonstruktion dieses Gebäudes ist zum gegenwärtigen Zeitpunkt noch nicht möglich. Klarer zeigten sich im Magnetbild die Umrisse des vermutlichen Praetoriums (Wohnhaus des Kommandanten), ein rund 36 m mal 25 m (= 900 m²) großes Gebäude, etwa zehn Meter nördlich der Principia. Eine Untergliederung dieses Wohnkomplexes in insgesamt sechs Räume, die vermutlich zumindest teilweise mit einem Hypokaustum beheizt werden konnten scheint gut möglich. Ein weiteres längliches Gebäude mit Abmessungen von rund 60 m mal 9,5 m (= 5700 m²), zwischen dem Praetorium und der Umwehrung gelegen, wurde als mögliches Horreum (Speichergebäude), alternativ, aber weniger wahrscheinlich, auch als Fabrica (Werkstätten) angesprochen.
Die Strukturen der Mannschaftsbaracken werfen derzeit noch einige Fragen auf. Durch die Sondierungsgrabungen der Jahre 1995 bis 2000 konnten zwar zwei Holzbauphasen und eine Steinbauphase differenziert werden, die vollständigen Grundrisse einzelner Baracken waren jedoch mit den relativ kleinen Grabungsschnitten nicht ermittelbar. Die abschnittsweise aufgedeckten Mauerzüge schienen sich zum Teil zu widersprechen und ließen sich kaum oder gar nicht miteinander vereinbaren. Umgekehrt vermittelten die geophysikalischen Messungen ein besseres Bild vom großen Ganzen, konnten aber einige Detailfragen nicht zufriedenstellend lösen.
Durch den Vergleich von Luftbildern mit den magnetographischen Messungen gelang es, das Straßensystem des Lagers und des Vicus weitgehend zu erschließen. Die Via praetoria (Lagerhauptstraße) war lediglich fünf Meter breit, die Via principalis kam auf zwölf Meter und die Via decumana (rückwärtige Lagerstraße) wies eine Breite von zehn Metern auf. Die Diskrepanz zwischen den Breiten der Via praetoria und der Via decumana, deren Verhältnis zueinander zudem in Umkehrung zu den üblichen Größenordnungen beim Lagerbau steht, ist wahrscheinlich dadurch begründet, dass die Verlängerung der Via decumana die Haupterschließungsachse des Vicus bildete und schließlich in die Fernstraße überging, die dem Verlauf des Mureş in Richtung Apulum folgte.

### Truppe
Durch eine große Anzahl entsprechender Ziegelstempel ist die Ala I Batavorum milliaria als Stammbesatzung des Lagers eindeutig belegt. Ihre Stationierung in Războieni-Cetate wurde frühestens in spättrajanischer, vermutlich aber erst in hadrianischer Zeit vorgenommen und stand im Kontext einer neuen Defensivstrategie. Die Verteidigung musste nunmehr sowohl auf die Roxolanen im Osten als auch auf die Jazygen im Westen ausgerichtet sein und flexibel reagieren können. In diesem Konzept bildeten die batavischen Reiter zusammen mit der in Apulum stationierten Legio XIII Gemina eine Art mobile Eingreiftruppe, die schnell und flexibel auf die jeweils konkrete Bedrohung reagieren konnte. Dieser Funktion entsprach die Ala I um so mehr, als sie den antiken Schriftquellen zufolge auf das schnelle Durchqueren von Flüssen in voller Kampfmontur spezialisiert gewesen sein soll. Epigraphisch ist sie erstmals für die Jahre 136/138 nachgewiesen, insgesamt verblieben die Bataver vermutlich bis zum Ende der römischen Präsenz in Dakien an ihrem Standort. Zumindest sind sie dort noch im Jahr 253 inschriftlich bezeugt. Aus dem 3. Jahrhundert stammt auch eine Weihinschrift für den Stammesgott der Bataver, Hercules Magusanus, die im Bereich des Kastells gefunden wurde. Das zeigt, dass die Truppe auch in dieser späten Phase des Lagers zumindest auf der ideellen Ebene noch einen Bezug zu ihrer Herkunft aus dem niedergermanischen Raum hatte, auch wenn unklar ist, ob die zu dieser Zeit in Războieni-Cetate stationierten Soldaten tatsächlich noch batavischer Herkunft waren.
Bezüglich der ebenfalls in Războieni-Cetate aufgefundenen Inschriften der Legio V Macedonica und der Legio XIII Gemina war im 19. Jahrhundert die Theorie aufgestellt worden, dass möglicherweise Vexillationen dieser Legionen fest am Ort stationiert gewesen wären. Diese Theorie wird in der heutigen Forschung nicht mehr vertreten. Es wird davon ausgegangen, dass die Anwesenheit von Teilen dieser Truppen nur im Zusammenhang einer Funktion als Bautruppen in Războieni-Cetate gesehen werden könne, auf jeden Fall aber von temporärer Natur gewesen sei, und dass als Stammeinheit in Războieni-Cetate ausschließlich die Ala I Batavorum gedient haben könne.

### Vicus
Unmittelbar westlich und nordwestlich schließt sich der Auxiliarvicus an das Kastell an. Ein Vicus ist bei nahezu jeder längerfristig existierenden römischen Garnison zu finden. In den Vici ließen sich neben den Angehörigen der Soldaten hauptsächlich Veteranen, Handwerker und Händler sowie Gastwirte, Prostituierte und andere Dienstleister nieder. Der Kastellvicus von Războieni-Cetate ist weitläufig, komplex und in seiner Ausdehnung und Struktur noch bei Weitem nicht vollständig erschlossen. Erschwerend hinzu kommt der Umstand, dass sich der ländliche Siedlungsraum nahezu nahtlos an Vicus anzuschließen scheint, ohne dass der Vicus durch klare Konturen und Strukturen eindeutig von der ländlichen Umgebung abzugrenzen wäre.
Die dichtesten Agglomerationen der zivilen Siedlung befinden sich unmittelbar westlich des Lagers, an der Verlängerungsachse der Via decumana, die in die Ausfallstraße Richtung Apulum übergeht, sowie vor der nordwestlichen Ecke des Kastells. Die Strukturen dieser beiden Bereiche unterscheiden sich voneinander. Längs der Ausfallstraße befindet sich der Siedlungsschwerpunkt mit den typischen Streifenhäusern, die Strukturen dort ähneln einem Vicus vom Straßentyp, wie er auch von zahlreichen anderen Auxiliarvici bekannt ist. Der nordwestliche Bereich hingegen ist eher zirkular angelegt und seine Häuser besitzen weniger uniforme Grundrisse.
Ebenfalls nördlich des Kastells (rund 150 m von diesem entfernt) finden sich ein Areale mit einer relativ hohen Dichte an Öfen. Dies korreliert mit dem Umstand, dass in diesen Bereichen überdurchschnittlich viele Keramikfunde zutage traten und weist auf ein mögliches Handwerkerviertel mit Keramikproduktion hin. Noch weiter außerhalb, gut 100 m bis knapp 300 m nordwestlich bis nordöstlich des Militärlagers, unmittelbar am Fuße der Hügelkette, befinden sich drei verschiedene weitere Siedlungskonzentrationen, bei denen es unklar ist, ob sie noch dem Vicus oder schon dem ländlichen Siedlungsraum angehören. Von ihren Strukturen her könnten sie auch als Villae rusticae angesprochen werden. Mindestens drei, annähernd parallel verlaufende Straßen führen vom Kastell aus zu diesen Bereichen.
Etwas aus dem Rahmen fällt ein letzter Vicusbereich, der sich rund 350 m südlich des Kastells und damit teilweise schon in der Niederung des Mureș befindet. Die dortigen Befunde zeichneten sich in den Luftaufnahmen Ioana Olteans deutlich und umfangreich, in den magnetographischen Aufnahmen hingegen nur schwach und dürftig ab. Dies könnten sowohl in dem Umstand begründet sein, dass das betreffende Gelände stark sumpfig ist, als auch darin, dass dort eine stärkere Überpflügung stattgefunden hat. Zum gegenwärtigen Zeitpunkt und ohne weitere Untersuchungsergebnisse lassen sich diese Befunde jedenfalls noch nicht interpretieren. Sie liegen an einer circa neun Meter breiten Straße, die vom Kastell kommend relativ geradlinig nach Süden in RichtungSalinae/Ocna Mureş führte. Ein entsprechender Übergang über den Mureş mittels Furt oder Brücke ist wahrscheinlich, konnte aber aufgrund der Flusbettverlagerungen im Laufe der Jahrhunderte bislang nicht lokalisiert werden.

## Fundverbleib und Denkmalschutz
Die Aufbewahrung der Funde erfolgt teilweise in der Sammlung der örtlichen Schule, andere Exponate gelangten in das Muzeul de Istorie Aiud (Historische Museum Aiud), ins Muzeul Național al Unirii (Nationalmuseum der Union) in Alba Iulia, ins Muzeul Naţional de Istorie a Transilvaniei (Nationalmuseum der Geschichte Transsilvaniens) in Cluj-Napoca und ins Muzeul de Istorie Turda (Historisches Museum Turda).
Die gesamte archäologische Stätte steht nach dem 2001 verabschiedeten Gesetz Nr. 422/2001 als historisches Denkmal unter Schutz und ist mit dem LMI-Code AB-I-s-B-00062 in der nationalen Liste der historischen Monumente (Lista Monumentelor Istorice) eingetragen. Zuständig sind das Ministerium für Kultur und nationales Erbe (Ministerul Culturii și Patrimoniului Național), insbesondere das Generaldirektorat für nationales Kulturerbe, die Abteilung für bildende Kunst sowie die Nationale Kommission für historische Denkmäler sowie weitere, dem Ministerium untergeordnete Institutionen. Ungenehmigte Ausgrabungen sowie die Ausfuhr von antiken Gegenständen sind in Rumänien verboten.

## Literatur

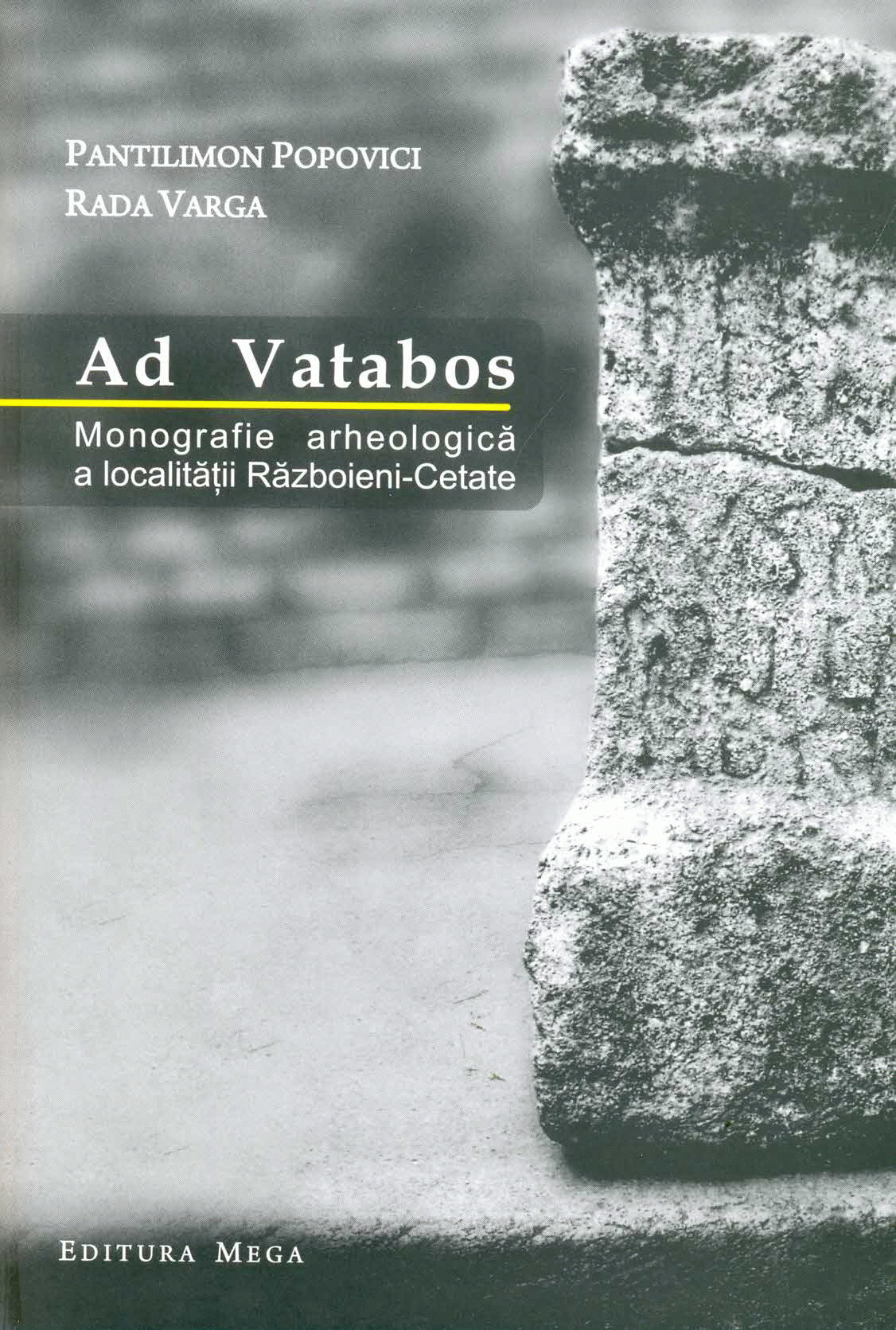
Einband der Publikation Ad Vatabos